# Witalij Anikiejenko
Witalij Siergiejewicz Anikiejenko, ros. Виталий Сергеевич Аникеенко (ur. 2 stycznia 1987 w Kijowie, zm. 7 września 2011 w Jarosławiu) – rosyjski hokeista pochodzenia ukraińskiego.

## Kariera
Kariera klubowa
- Łokomotiw 2 Jarosław (2000–2006)
- Łokomotiw Jarosław (2005–2011)
  -  Mietałłurg Nowokuźnieck (2008)

Wychowanek ukraińskiego klubu Kryżynka Kijów. Przez całą karierę związany z klubem Łokomotiw Jarosław. Krótkotrwale występował w Mietałłurgu Nowokuźnieck. W 2005 roku został wybrany z numerem 70 w drafcie ligi NHL do zespołu Ottawa Senators. W 2007 roku wywalczył srebrny medal na Mistrzostwach Świata juniorów do lat 20 w Szwecji. Zginął 7 września 2011 w katastrofie samolotu pasażerskiego Jak-42D w pobliżu Jarosławia. Wraz z drużyną leciał do Mińska na inauguracyjny mecz ligi KHL sezonu 2011/12 z Dynama Mińsk.
Został pochowany 10 września 2011 na cmentarzu Sowśke w rodzinnym Kijowie (wraz z nim inna ofiara katastrofy, także pochodzący z Kijowa Daniił Sobczenko).

## Sukcesy
Reprezentacyjne
- Brązowy medal Mistrzostw świata juniorów do lat 18: 2003
- Srebrny medal Mistrzostw Świata Juniorów do lat 20: 2007

Klubowe
- Srebrny medal Mistrzostw Rosji: 2008, 2009 z Łokomotiwem
- Brązowy medal Mistrzostw Rosji: 2011 z Łokomotiwem

Indywidualne
- Mistrzostwa Świata Juniorów w Hokeju na Lodzie 2007/Elita:
  - Pierwsze miejsce w klasyfikacji +/- turnieju: +6